# ISO 3166-2:TM
Kódy ISO 3166-2 pro Turkmenistán identifikují 5 provincií a 1 město. První část (TM) je mezinárodní kód pro Turkmenistán, druhá část sestává z jednoho velkého písmene identifikujícího provincii.

## Seznam kódů
| Kód  | Území    | Typ       |
| ---- | -------- | --------- |
| TM-A | Ahal     | provincie |
| TM-B | Balkan   | provincie |
| TM-D | Dašoguz  | provincie |
| TM-L | Lebap    | provincie |
| TM-M | Mary     | provincie |
| TM-S | Ašchabad | město     |